# Alexander Maxwell, 2. Baronet
Sir Alexander Maxwell, 2. Baronet († 23. Mai 1730), war ein schottisch-britischer Adliger, Politiker und Großgrundbesitzer.
Er war der Sohn und Erbe des Sir William Maxwell, 1. Baronet, aus dessen zweiter Ehe mit Elizabeth Hay. Beim Tod seines Vaters im April 1709 erbte er dessen Ländereien einschließlich des Familiensitzes Myrton Castle in Wigtownshire, sowie den Titel eines Baronet, of Monreith in the County of Wigtown, der diesem am 8. Januar 1681 in der Baronetage of Nova Scotia verliehen worden war.
Von 1713 bis 1715 war er Abgeordneter im britischen House of Commons für den Wahlbezirk Wigtown Burghs.
Am 29. Dezember 1711 heiratete er Lady Jean Montgomerie († 1745), Tochter des Alexander Montgomerie, 9. Earl of Eglinton. Er hatte sieben Kinder:
- Susan Maxwell († 1792) ⚭ Alexander Hay;
- Margaret Maxwell ⚭ N.N. Carruthers, of Dormont in Dumfriesshire;
- Elizabeth Maxwell ⚭ John Balfour, of Powmill;
- Catharine Maxwell ⚭ William Booth;
- Sir William Maxwell, 3. Baronet (um 1715–1770) ⚭ Magdalen Blair;
- Alexander Maxwell (1718–vor 1730);
- James Maxwell († 1724), Captain der 42. Highlanders ⚭ Elizabeth Maxwell (seine Cousine).